# Lago Vej del Bouc
Il lago Vej del Bouc è un lago montano nel territorio del comune di Entracque, valle Gesso (CN).

## Descrizione
Questo lago, situato a 2.054 m s.l.m., è di dimensioni medio - grandi, generato da un antico ghiacciaio. La poderosa azione erosiva del ghiacciaio è ancora visibile sulle rocce che chiudono a valle il lago.
Attorno al lago sono presenti tuttavia alcune incisioni rupestri, alcune di epoca recente e di nessun interesse, altre di epoca preistorica: queste ultime sono però difficilmente individuabili.

## Accesso al lago
Passato l'abitato di Borgo san Dalmazzo si prosegue verso Valdieri e superato quest'ultimo, al bivio per San'Anna di Valdieri si seguono le indicazioni per Entracque.
Dopo circa 500m. svoltare a destra verso San Giacomo e da lì si comincia a salire verso la diga della piastra e la diga del Chiotas.
Raggiunto il bivio per San Giacomo, proseguire fino alla borgata, dove si trova un ampio parcheggio. A questo punto, abbandonata l'auto, attraversare il ponte e seguire la strada sterrata che conduce al rifugio Pagarì.
Ad un certo punto la strada lascia spazio a due mulattiere Segnavia M13 e M14, abbandonata la prima, ci si inoltra nella mulattiera M14 che ci conduce al lago Vej del Bouc.
Tempo di salita da San Giacomo, circa 3 ore.

## Protezione della natura
Questo lago fa parte del Parco naturale delle Alpi Marittime.

## Fauna
In prossimità del lago si possono incontrare esemplari di stambecco o più raramente, esemplari di camoscio.

## Storia
Il primo progetto della P.C.E. del 1954 (Piemonte Centrale di Elettricità, poi assorbita da Enel nel 1962), inerente agli impianti idroelettrici della valle Gesso, prevedeva, oltre alla creazione di altri invasi (diga del Chiotas, diga della Piastra e lago della Rovina),un rialzo delle sponde del lago del Vej del Bouc   per portare una capacità totale di invaso a 4 milioni di m³ da utilizzare a scopo idroelettrico.